# Лусена, Майя
Майя Лусена (латыш. Maija Lūsēna), урождённая Майя Ренскумберга (латыш. Maija Renskumberga, родилась 12 марта 1957 года в Лиепае) — латвийская певица и актриса, известная по выступлениям в группах «Зодиак» и «Даму попс»; автор песен и педагог по вокалу.

## Биография
Жила до 13 лет в городе Кулдига, где училась в музыкальной школе по классу скрипки.
Окончила среднюю школу № 1 Лиепаи в 1975 году, с ранних лет выступала в юношеском музыкальном коллективе. Окончила в 1980 году Латвийскую государственную консерваторию, театральный факультет; дебютную роль сыграла в картине Рижской киностудии «Ночь без птиц» (1979 год). Во время учёбы выступала с Арнисом Милтиньшем, после окончания консерватории выступала в ВИА «Тип-топ» при Государственной филармонии Латвийской ССР как бэк-вокалистка, гастролируя по СССР.
В 1982 году Майя исполняла кабаре-программу с песнями Раймонда Паулса. С группой Яниса Лусенса «Нептун» исполняла в Лиепайском театре ораторию из рок-оперы «Мама и нейтронная бомба» на стихи Евгения Евтушенко. В 1987 году с новым составом «Зодиака» они отправились по гастроли в США, где велась запись песен для альбома «Mākoņi» («Облака»). Группа дала концерт в ряде американских клубов; музыкальные критики сравнивали Майю с Джули Круз. Также «Зодиак» выступал на фестивале «Картинки», в котором Майя представляла произведения абстрактного искусства. В 1987 и 1989 годах группа главные призы на фестивале «Liepājas Dzintars» с Майей в составе. В 1988 году Майя исполняла партию Лаймдоты в рок-опере Зигмара Лиепиньша «Лачплесис».
После распада группы «Зодиак» Майя и Янис занимались подготовкой детских песен и участвовали в фестивале «Микрофон '92» с песней «Ja es būtu» (латыш. Если бы я был). Майя снималась в 1992 году в телесериале «Луговый дым» (латыш. Līdumu dūmos); играла роли в независимом театре «Kabata»; вела детскую утреннюю телепередачу «Давай спой!» (латыш. Nāc sadziedāt!). В 2007 году основала собственную вокальную студию. Продолжает записывать песни на латышском и русском.
С 1982 года состоит в браке с Янисом Лусенсом. Сын — Янис Лусенс-младший, тоже музыкант.
В 2002 году приняла православное крещение и начала петь в церковном хоре; крестницей стала певица Иева Акуратере, исполнительница гимна Атмоды «Palīdzi, Dievs, visai latviešu tautai» и русских романсов.

## Дискография
- Mākoņi (в составе «Зодиака») — 1990 («Мелодия», LP)
- Ziemas prieki bērniem (в дуэте с Янисом Лусенсом) — 1993 (MicRec, кассеты)
- Mirušais gadsimts (в составе «Зодиака») — 1995 (кассеты)
- Nāc sadziedāt! (в дуэте с Янисом Лусенсом) — 1996 (Balss, кассеты)
- Par rozēm (в составе «Даму попс[латыш.]») — 2000
- Mirušais gadsimts (в составе «Зодиака») — 2006 (MicRec, CD)